# سيندي كاش
سيندي كاش (بالإنجليزية: Cindy Cash)‏ هي ممثلة أمريكية، ولدت في 29 يوليو 1959.

## وصلات خارجية
- سيندي كاش على موقع IMDb (الإنجليزية)
- سيندي كاش على موقع ميوزك برينز (الإنجليزية)
- سيندي كاش على موقع ديسكوغز (الإنجليزية)
- سيندي كاش على موقع كينوبويسك (الروسية)